# Стратонешть
Стратонешть, Стратонешті (рум. Stratonești) — село у повіті Димбовіца в Румунії. Входить до складу комуни Валя-Маре.
Село розташоване на відстані 82 км на північний захід від Бухареста, 23 км на південний захід від Тирговіште, 122 км на північний схід від Крайови, 98 км на південь від Брашова.

## Населення
За даними перепису населення 2002 року у селі проживали 73 особи. Усі жителі села рідною мовою назвали румунську.
Національний склад населення села:
| Національність | Кількість осіб | Відсоток |
| -------------- | -------------- | -------- |
| цигани         | 40             | 54,8%    |
| румуни         | 33             | 45,2%    |